# Майкл Браун (тенісист)
Майкл Браун (англ. Michael Brown; нар. квітень 1971) — колишній австралійський тенісист.
Найвищу одиночну позицію світового рейтингу — 253 місце досяг 11 травня 1992, парну — 203 місце — 18 травня 1992 року.

## Титули на челленджерах

### Парний розряд: (2)
| Ранг | Рік  | Турнір             | Покриття | Партнер         | Суперники                     | Рахунок       |
| ---- | ---- | ------------------ | -------- | --------------- | ----------------------------- | ------------- |
| 1.   | 1991 | Гобарт, Австралія  | Килим    | Ендрю Кратцманн | Брет Річардсон Саймон Юл      | 3–6, 6–3, 7–6 |
| 2.   | 1992 | Антверпен, Бельгія | Ґрунт    | Роджер Рашід    | Мікаель Пернфорс Кріс Ґоссенс | 6–2, 6–4      |